# TRADE LAST
『TRADE LAST』（トレード・ラスト）はSHOW-YAの4枚目のオリジナル・アルバム。

## 内容
作詞を秋元康、半数の作曲を筒美京平、編曲を松下誠が担当した。この3人が大きく関与する体制は、次作『IMMIGRATION』にも引き継がれた。本作には寺田恵子が携わった作品が無い。前作で本格的にハードロック・バンドとしての方向性が固まったはずだったが、本作は前作と正反対に徹底したポップさを強調した作品となったため、ファンの間で賛否両論を巻き起こした問題作となった。

## 収録曲
| 全作詞: 秋元康、全編曲: 松下誠。 |                               |           |                      |      |
| #                                | タイトル                      | 作詞      | 作曲                 | 時間 |
| 1.                               | 「雨のナイフ」                | 秋元康    | 筒美京平             | 4:20 |
| 2.                               | 「もうフレンドはいらない」    | 秋元康    | 仙波さとみ           | 4:12 |
| 3.                               | 「ヴィスコンティの肖像」      | 秋元康    | 中村美紀             | 3:51 |
| 4.                               | 「その後で殺したい」          | 秋元康    | 筒美京平             | 4:11 |
| 5.                               | 「サーモスタットの瞳」        | 秋元康    | 筒美京平             | 5:59 |
| 6.                               | 「ナルシスト」                | 秋元康    | 五十嵐美貴           | 4:11 |
| 7.                               | 「夜が来るまで眠りたい」      | 秋元康    | 筒美京平             | 4:29 |
| 8.                               | 「"Shitagokoro"が止まらない」 | 秋元康    | 仙波さとみ・角田美喜 | 4:14 |
| 9.                               | 「躁鬱なバレリーナ」          | 秋元康    | 筒美京平             | 4:41 |
| 10.                              | 「地下水道の月」              | 秋元康    | 中村美紀             | 7:31 |
| 合計時間:                        | 合計時間:                     | 合計時間: | 47:39                |      |